# Perers
Perers és una masia, el 2011 en ruïnes, del terme municipal de Moià, a la comarca catalana del Moianès. Pertany a la parròquia de Santa Coloma Sasserra. Està situada a llevant de la vila de Moià, a migdia i bastant a prop del punt quilomètric 31 de la carretera N-141c, a prop i al nord-est de la Cova del Toll. És al nord de la masia de les Closanes i a migdia de la Torre de Casanova.